# Campeonato Paraguaio de Futebol de 2020 - Apertura
O Torneo Apertura 2020 (também chamado de Copa de Primera - Tigo - Visión Banco, por motivos de patrocínio), denominado "Dr. Emilio Insfrán Villalba", será o centésimo vigésimo segundo campeonato oficial de primeira divisão da Associação Paraguaia de Futebol (APF). Começou em 17 de janeiro e terminaria em 31 de maio, mas que devido a pandemia sua data de encerramento será em 4 de outubro.

## Sistema de competição
Como em temporadas anteriores, o modo de disputa é o mesmo no sistema de todos contra todos com partidas de ida e volta, com dois turnos de onze rodadas cada. É campeã a equipe que acumular a maior quantidade de pontos ao término das 22 rodadas.
Em caso de igualdade de pontos entre os disputantes, se define o título em uma partida extra. Se existir mais de dois na disputa, se têm os seguintes parâmetros:
1. saldo de gols;
2. maior quantidade de gols marcados;
3. maior quantidade de gols marcados como visitante;
4. sorteio.

## Participantes
O campeonato é disputado por um total de doze equipes. A única que jogou todas as temporadas nesta categoria (também conhecida como División de Honor) é o Olimpia; da mesma forma, o Guaraní participou de todas, exceto uma, pois solicitou permissão em 1912 devido a uma epidemia. Por sua vez, os clubes Cerro Porteño e General Díaz nunca caíram desde suas entradas em 1913 e 2013, respectivamente.

### Troca de divisões
| Clube         | Subiu como                          |
| ------------- | ----------------------------------- |
| Guaireña FC   | Campeão da División Intermedia      |
| 12 de Octubre | Vice-campeão da División Intermedia |

| Clube             | Rebaixado como                   |
| ----------------- | -------------------------------- |
| Deportivo Capiatá | Penúltimo na Tabela de Promédios |
| Deportivo Santaní | Último na Tabela de Promédios    |

### Informação das equipes
Lista das equipes que disputarão o primeiro torneio da temporada. Doze são as equipes participantes para esta temporada, das quais dez são administradas por Clubes ou Entidades Desportivas e duas são administradas uma Sociedade de Responsabilidade Limitada.
| Equipe                  | Cidade      | Estádio                      | Capacidade | Fundação               | Títulos | Vice | Material      | Patrocinador      | Cl. 2019 | Part. |
| ----------------------- | ----------- | ---------------------------- | ---------- | ---------------------- | ------- | ---- | ------------- | ----------------- | -------- | ----- |
| Olimpia                 | Assunção    | Manuel Ferreira              | 17.732     | 25 de julho de 1902    | 43      | 24   | Adidas        | Tigo              | 1°       | 121   |
| Libertad                | Assunção    | Dr. Nicolás Leoz             | 10.100     | 30 de julho de 1905    | 20      | 21   | Nike          | Pulp              | 2°       | 116   |
| Cerro Porteño           | Assunção    | General Pablo Rojas          | 45.000     | 1 de outubro de 1912   | 32      | 33   | Puma          | Tigo              | 3°       | 113   |
| Guaraní                 | Assunção    | Rogelio Silvino Livieres     | 8.380      | 12 de outubro de 1903  | 11      | 16   | Saltarín Rojo | Tigo              | 4°       | 120   |
| Sol de América          | Villa Elisa | Prof. Luis Alfonso Giagni    | 11.000     | 22 de março de 1909    | 2       | 12   | Kyrios        | Banco Continental | 5°       | 113   |
| Nacional                | Assunção    | Arsenio Erico                | 4.434      | 5 de junho de 1904     | 9       | 10   | Kyrios        | Banco Continental | 6°       | 114   |
| General Díaz            | Luque       | Gen. Adrián Jara             | 4.000      | 22 de setembro de 1917 | —       | —    | Twenty        | Banco Continental | 7°       | 13    |
| River Plate             | Assunção    | River Plate                  | 6.500      | 15 de janeiro de 1911  | —       | 3    | Kyrios        | Nissan            | 8°       | 80    |
| San Lorenzo             | San Lorenzo | Gunther Vogel                | 5.000      | 17 de abril de 1930    | —       | —    | Kappa         | Ochsi             | 9°       | 35    |
| Sportivo Luqueño        | Luque       | Feliciano Cáceres            | 26.974     | 1 de maio de 1921      | 2       | 4    | Lotto Sports  | Bristol           | 10°      | 97    |
| 12 de Octubre (Itaugua) | Ituaguá     | Luis Alberto Salinas Tanasio | 10.000     | 14 de agosto de 1914   | —       | 1    | Garcis        | Banco Continental |          | 19    |
| Guaireña FC             | Villarrica  | Parque del Guaíra            | 12.000     | 28 de março de 2016    | —       | —    | ----          | ----              |          | 1     |

### Localização
A maioria dos clubes se concentra na capital do país. Outros cinco se encontram a curta distância em cidades do departamento Central. Por último, uma pertence ao departamento de Guairá. Também se inclui o estádio Defensores del Chaco, propriedade da Asociación Paraguaya de Fútbol, devido ao seu uso frequente por equipes que optam jogar lá como mandantes.
- Nota: A sede social e administrativa do Club Sol de América fica no bairro Obrero, em Assunção, mas seu campo de jogo fica em Villa Elisa, de onde manda seus jogos desde 1985.

| Distrito capital/Departamento | Quantidade | Equipes                                                                        |
| ----------------------------- | ---------- | ------------------------------------------------------------------------------ |
| Assunção                      | 6          | Cerro Porteño / Olimpia / Guaraní / Libertad / Nacional / River Plate          |
| Departamento Central          | 5          | General Díaz / 12 de Octubre / Sol de América / San Lorenzo / Sportivo Luqueño |
| Departamento de Guairá        | 1          | Guaireña FC                                                                    |

## Especificações regulamentárias
Jogadores estrangeiros
As equipes têm um limite máximo de até cinco jogadores estrangeiros para pôr em campo.
Jogadores sub-19
Para este campeonato, foi retirada a obrigatoriedade de escalar um jogador sub-19.
Acúmulo de cartões
Ao somar cinco punições, o jogador deverá cumprir uma partida de suspensão na rodada seguinte.

## Treinadores
- Atualizado em 25 de setembro de 2020

| Equipe           | Treinador(es)           | Rodadas            |
| ---------------- | ----------------------- | ------------------ |
| 12 de Octubre    | Daniel Farrar           | 1ª a 6ª            |
| 12 de Octubre    | Mario Jara              | 7ª em diante       |
| Olimpia          | Daniel Garnero          | Desde o início     |
| Guaíreña FC      | Troadio Duarte          | Desde o início     |
| General Díaz     | Christian Martínez      | 1ª a 8ª            |
| General Díaz     | Robert Pereira          | 9ª em diante       |
| Guaraní          | Gustavo Costas          | Desde o início     |
| Libertad         | Ramón Díaz              | 1ª a 20ª           |
| Libertad         | Gustavo Morínigo        | 21.ª em diante     |
| Nacional         | Roberto Torres          | 1ª a 19ª           |
| Nacional         | Hernán Rodrigo López    | 20.ª em diante     |
| River Plate      | Marcelo Philipp         | 1ª a 7ª            |
| River Plate      | Celso Ayala             | 8ª em diante       |
| San Lorenzo      | Sergio Orteman          | 1.ª a 10.ª         |
| San Lorenzo      | Cristian Martínez       | 11.ª a 19.ª        |
| San Lorenzo      | Roberto Torres          | 20ª em diante      |
| Sol de América   | Pablo Escobar           | 1ª a 3ª            |
| Sol de América   | Luis Islas              | 4ª a 8ª e 10ª      |
| Sol de América   | Sergio Orteman          | 9ª e 11ª em diante |
| Sportivo Luqueño | Celso Ayala             | 1ª a 7ª            |
| Sportivo Luqueño | Hernán Rodrigo López    | 8.ª a 19.ª         |
| Sportivo Luqueño | Carlos Humberto Paredes | 20.ª em diante     |
| Cerro Porteño    | Francisco Arce          | Desde o início     |

## Tabela
|                                    | Pos. | Equipes          | Mov. | J  | V  | E  | D  | GF | GC | SG  | P  | Classificado 2020                      |
| ---------------------------------- | ---- | ---------------- | ---- | -- | -- | -- | -- | -- | -- | --- | -- | -------------------------------------- |
|                                    | 1.   | Cerro Porteño    |      | 22 | 15 | 5  | 2  | 37 | 14 | +23 | 50 | Copa Libertadores de 2021 (Paraguai 1) |
|                                    | 2.   | Olimpia          | 1    | 22 | 13 | 6  | 3  | 54 | 20 | +34 | 45 |                                        |
|                                    | 3.   | Libertad         | 1    | 22 | 13 | 5  | 4  | 43 | 23 | +20 | 44 |                                        |
|                                    | 4.   | Guaraní          |      | 22 | 11 | 8  | 3  | 30 | 16 | +14 | 41 |                                        |
|                                    | 5.   | River Plate      |      | 22 | 8  | 5  | 9  | 23 | 30 | -7  | 29 |                                        |
|                                    | 6.   | Guaireña FC      |      | 22 | 6  | 9  | 7  | 30 | 29 | +1  | 27 |                                        |
|                                    | 7.   | Nacional         |      | 22 | 6  | 7  | 9  | 22 | 22 | 0   | 25 |                                        |
|                                    | 8.   | Sportivo Luqueño |      | 22 | 6  | 7  | 9  | 22 | 32 | -10 | 25 |                                        |
|                                    | 9.   | 12 de Octubre    |      | 22 | 5  | 6  | 11 | 23 | 39 | -16 | 21 |                                        |
|                                    | 10.  | Sol de América   |      | 22 | 4  | 7  | 11 | 23 | 40 | -17 | 19 |                                        |
|                                    | 11.  | San Lorenzo      |      | 22 | 2  | 10 | 10 | 19 | 37 | -18 | 16 |                                        |
|                                    | 12.  | General Díaz     |      | 22 | 3  | 5  | 14 | 22 | 46 | -24 | 14 |                                        |
| Atualizado em 4 de outubro de 2020 |      |                  |      |    |    |    |    |    |    |     |    |                                        |

### Campeão
|                                                                                  |
| Paraguai                                                                         |
| Cerro Porteño 33º título paraguaio Classificado para a Copa de 2021 (Paraguai 1) |

### Evolução da classificação
| Rodada Equipe    | 1  | 2  | 3  | 4  | 5  | 6  | 7  | 8  | 9  | 10 | 11 | 12 | 13 | 14 | 15 | 16 | 17 | 18 | 19 | 20 | 21 | 22 |
| Rodada Equipe    |    |    |    |    |    |    |    |    |    |    |    |    |    |    |    |    |    |    |    |    |    |    |
| ---------------- | -- | -- | -- | -- | -- | -- | -- | -- | -- | -- | -- | -- | -- | -- | -- | -- | -- | -- | -- | -- | -- | -- |
| 12 de Octubre    | 12 | 12 | 12 | 12 | 12 | 12 | 12 | 10 | 12 | 12 | 9  | 9  | 8  | 8  | 10 | 10 | 10 | 10 | 10 | 9  | 9  | 9  |
| Cerro Porteño    | 4  | 7  | 5  | 3  | 3  | 3  | 6  | 6  | 3  | 3  | 2  | 2  | 2  | 1  | 1  | 1  | 1  | 1  | 1  | 1  | 1  | 1  |
| General Díaz     | 9  | 11 | 11 | 3  | 3  | 3  | 6  | 6  | 10 | 10 | 11 | 11 | 11 | 11 | 11 | 11 | 11 | 11 | 11 | 12 | 12 | 12 |
| Guaireña FC      | 11 | 8  | 8  | 6  | 6  | 7  | 5  | 5  | 5  | 4  | 5  | 5  | 6  | 6  | 6  | 7  | 7  | 7  | 7  | 6  | 6  | 6  |
| Guaraní          | 6  | 5  | 3  | 2  | 2  | 5  | 3  | 4  | 5  | 5  | 2  | 3  | 3  | 4  | 4  | 4  | 4  | 4  | 4  | 4  | 4  | 4  |
| Libertad         | 3  | 2  | 1  | 1  | 1  | 1  | 1  | 1  | 1  | 1  | 3  | 4  | 4  | 3  | 3  | 3  | 2  | 2  | 2  | 3  | 3  | 3  |
| Nacional         | 2  | 1  | 4  | 4  | 7  | 4  | 4  | 3  | 4  | 6  | 6  | 6  | 5  | 5  | 5  | 5  | 5  | 6  | 6  | 7  | 7  | 7  |
| Olimpia          | 5  | 3  | 2  | 5  | 4  | 2  | 2  | 2  | 2  | 2  | 1  | 1  | 1  | 2  | 2  | 2  | 3  | 3  | 3  | 2  | 2  | 2  |
| River Plate      | 1  | 6  | 6  | 7  | 5  | 6  | 7  | 7  | 7  | 7  | 7  | 7  | 7  | 7  | 7  | 6  | 6  | 5  | 5  | 5  | 5  | 5  |
| San Lorenzo      | 7  | 4  | 7  | 8  | 9  | 8  | 9  | 9  | 9  | 11 | 12 | 12 | 12 | 12 | 12 | 12 | 12 | 12 | 12 | 11 | 11 | 11 |
| Sol de América   | 10 | 9  | 9  | 10 | 8  | 9  | 8  | 8  | 8  | 8  | 8  | 8  | 9  | 10 | 9  | 9  | 9  | 9  | 9  | 10 | 10 | 10 |
| Sportivo Luqueño | 8  | 10 | 10 | 9  | 10 | 10 | 10 | 11 | 9  | 9  | 10 | 10 | 10 | 9  | 8  | 8  | 8  | 8  | 8  | 8  | 8  | 8  |

## Calendário

### Primeiro turno
| Guaraní       | 0 - 0 | Sportivo San Lorenzo | Rogelio Livieres    | 17 de janeiro | 18:00 | Juan López (FIFA)        |
| River Plate   | 3 - 0 | Sol de América       | River Plate         | 17 de janeiro | 20:15 | David Ojeda              |
| Nacional      | 3 - 0 | Guaireña FC          | Arsenio Erico       | 18 de janeiro | 18:00 | Carlos Benítez           |
| Cerro Porteño | 2 - 1 | Sportivo Luqueño     | General Pablo Rojas | 18 de janeiro | 20:15 | Derlis López (FIFA)      |
| 12 de Octubre | 0 - 3 | Libertad             | Luis Salinas        | 19 de janeiro | 18:00 | Arnaldo Samaniego (FIFA) |
| Olimpia       | 2 - 1 | General Díaz         | Manuel Ferreira     | 19 de janeiro | 20:15 | José Méndez (FIFA)       |

| General Díaz         | 0 - 2 | Nacional         | River Plate         | 24 de janeiro | 18:00 | Arnaldo Samaniego (FIFA)    |
| Sportivo San Lorenzo | 1 - 0 | 12 de Octubre    | Gunther Vogel       | 24 de janeiro | 20:15 | Derlis López (FIFA)         |
| Guaireña FC          | 2 - 0 | River Plate      | Luis Salinas        | 25 de janeiro | 18:00 | Juan López (FIFA)           |
| Libertad             | 1 - 1 | Olimpia          | Dr. Nicolás Leoz    | 25 de janeiro | 20:15 | Mario Díaz de Vivar (FIFA)  |
| Sol de América       | 1 - 0 | Sportivo Luqueño | Luis Alfonso Giagni | 26 de janeiro | 18:00 | José Méndez (FIFA)          |
| Guaraní              | 1 - 0 | Cerro Porteño    | Rogelio Livieres    | 26 de janeiro | 20:15 | Juan Gabriel Benítez (FIFA) |

| Sportivo Luqueño | 1 - 1 | Guaireña FC          | Gunther Vogel       | 31 de janeiro  | 18:00 | David Ojeda                 |
| Cerro Porteño    | 4 - 1 | Sol de América       | General Pablo Rojas | 31 de janeiro  | 20:15 | Mario Díaz de Vivar (FIFA)  |
| 12 de Octubre    | 1 - 3 | Guaraní              | Luis Salinas        | 1 de fevereiro | 18:00 | José Méndez (FIFA)          |
| Olimpia          | 4 - 2 | Sportivo San Lorenzo | Manuel Ferreira     | 1 de fevereiro | 20:15 | Juan Gabriel Benítez (FIFA) |
| River Plate      | 3 - 2 | General Díaz         | River Plate         | 2 de fevereiro | 18:00 | Julio César Quintana        |
| Nacional         | 1 - 2 | Libertad             | Arsenio Erico       | 2 de fevereiro | 20:15 | Juan López (FIFA)           |

| Guaireña FC          | 2 - 0 | Sol de América   | Parque del Guairá | 7 de fevereiro  | 18:00 | Derlis López (FIFA)      |
| Libertad             | 2 - 1 | River Plate      | Dr. Nicolás Leoz  | 7 de fevereiro  | 20:15 | Arnaldo Samaniego (FIFA) |
| Sportivo San Lorenzo | 1 - 1 | Nacional         | Gunther Vogel     | 8 de fevereiro  | 18:00 | Carlos Benítez           |
| Guaraní              | 0 - 3 | Olimpia          | Rogelio Livieres  | 8 de fevereiro  | 20:15 | David Ojeda              |
| 12 de Octubre        | 1 - 4 | Cerro Porteño    | Luis Salinas      | 9 de fevereiro  | 19:00 | Julio César Quintana     |
| General Díaz         | 1 - 3 | Sportivo Luqueño | Gunther Vogel     | 10 de fevereiro | 18:30 | Giancarlo Juliadoza      |

| Sportivo Luqueño | 1 - 2 | Libertad             | Luis Salinas        | 14 de fevereiro | 20:00 | Éber Aquino (FIFA)          |
| Cerro Porteño    | 2 - 2 | Guaireña FC          | General Pablo Rojas | 15 de fevereiro | 19:15 | Carlos Benítez              |
| Nacional         | 1 - 2 | Guaraní              | Arsenio Erico       | 15 de fevereiro | 21:30 | Juan Gabriel Benítez (FIFA) |
| Sol de América   | 3 - 1 | General Díaz         | Luis Alfonso Giagni | 16 de fevereiro | 18:00 | David Ojeda                 |
| Olimpia          | 4 - 0 | 12 de Octubre        | Manuel Ferreira     | 16 de fevereiro | 20:15 | José Méndez (FIFA)          |
| River Plate      | 4 - 2 | Sportivo San Lorenzo | River Plate         | 17 de fevereiro | 18:30 | Juan López (FIFA)           |

| 12 de Octubre        | 0 - 2 | Nacional         | Luis Salinas     | 21 de fevereiro | 18:00 | David Ojeda        |
| Libertad             | 2 - 1 | Sol de América   | Dr. Nicolás Leoz | 21 de fevereiro | 20:15 | Carlos Benítez     |
| Olimpia              | 1 - 1 | Cerro Porteño    | Manuel Ferreira  | 23 de fevereiro | 17:45 | Éber Aquino (FIFA) |
| General Díaz         | 1 - 1 | Guaireña FC      | Gen. Adrián Jara | 24 de fevereiro | 18:00 | Marco Franco       |
| Sportivo San Lorenzo | 0 - 0 | Sportivo Luqueño | Gunther Vogel    | 24 de fevereiro | 20:15 | José Méndez (FIFA) |
| Guaraní              | -     | River Plate      | Adiado           |                 |       |                    |

| Guaireña FC      | 3 - 2 | Libertad             | Parque del Guairá   | 28 de fevereiro | 20:00 | José Méndez (FIFA)  |
| River Plate      | 0 - 2 | 12 de Octubre        | River Plate         | 29 de fevereiro | 18:00 | Éber Aquino (FIFA)  |
| Nacional         | 1 - 0 | Olimpia              | Arsenio Erico       | 29 de fevereiro | 20:15 | Juan López (FIFA)   |
| Cerro Porteño    | 0 - 1 | General Díaz         | General Pablo Rojas | 1 de março      | 18:00 | Derlis López (FIFA) |
| Sportivo Luqueño | 0 - 3 | Guaraní              | River Plate         | 1 de março      | 20:15 | Carlos Benítez      |
| Sol de América   | 2 - 1 | Sportivo San Lorenzo | Luis Alfonso Giagni | 2 de março      | 19:30 | Giancarlo Juliadoza |

| 12 de Octubre        | 3 - 2 | Sportivo Luqueño | Luis Salinas     | 6 de março | 18:00 | Derlis López (FIFA)         |
| Nacional             | 0 - 0 | Cerro Porteño    | Arsenio Erico    | 6 de março | 20:15 | Giancarlo Juliadoza         |
| Libertad             | 5 - 1 | General Díaz     | Dr. Nicolás Leoz | 7 de março | 18:30 | Juan Gabriel Benítez (FIFA) |
| Guaraní              | 1 - 1 | Sol de América   | Rogelio Livieres | 7 de março | 20:45 | Julio Cesar Quintana        |
| Sportivo San Lorenzo | 1 - 1 | Guaireña FC      | Gunther Vogel    | 8 de março | 18:00 | Éber Aquino (FIFA)          |
| Olimpia              | 1 - 1 | River Plate      | Manuel Ferreira  | 8 de março | 20:15 | Carlos Benítez              |

| River Plate      | 1 - 1 | Nacional             | River Plate         | 21 de julho | 16:00 |
| Cerro Porteño    | 2 - 1 | Libertad             | General Pablo Rojas | 21 de julho | 18:30 |
| General Díaz     | 2 - 1 | Sportivo San Lorenzo | Adrián Jara         | 22 de julho | 16:00 |
| Sportivo Luqueño | 2 - 2 | Olimpia              | Feliciano Cáceres   | 22 de julho | 18:30 |
| Guaireña FC      | 1 - 1 | Guaraní              | Parque del Guairá   | 23 de julho | 18:00 |
| Sol de América   | 0 - 1 | 12 de Octubre        | Luis Alfonso Giagni | 5 de agosto | 16:00 |

| Sportivo San Lorenzo | 1 - 2 | Libertad         | Gunther Vogel    | 25 de julho | 16:00 |
| River Plate          | 0 - 2 | Cerro Porteño    | River Plate      | 25 de julho | 18:30 |
| Nacional             | 1 - 2 | Sportivo Luqueño | Arsenio Erico    | 26 de julho | 16:00 |
| Olimpia              | 4 - 0 | Sol de América   | Manuel Ferreira  | 26 de julho | 18:30 |
| 12 de Octubre        | 0 - 2 | Guaireña FC      | Luis Salinas     | 27 de julho | 16:00 |
| Guaraní              | 0 - 0 | General Díaz     | Rogelio Livieres | 27 de julho | 18:30 |

| Sportivo Luqueño | 0 - 1 | River Plate          | Feliciano Cáceres   | 31 de julho | 16:00 |
| General Díaz     | 1 - 1 | 12 de Octubre        | Adrián Jara         | 31 de julho | 18:30 |
| Sol de América   | 1 - 1 | Nacional             | Luis Alfonso Giagni | 1 de agosto | 16:00 |
| Libertad         | 1 - 3 | Guaraní              | Dr. Nicolás Leoz    | 1 de agosto | 18:30 |
| Cerro Porteño    | 4 - 1 | Sportivo San Lorenzo | General Pablo Rojas | 2 de agosto | 16:00 |
| Guaireña FC      | 0 - 1 | Olimpia              | Parque del Guairá   | 2 de agosto | 18:30 |

### Segundo turno
| Guaireña FC          | 0 - 0 | Nacional      | Parque del Guairá   | 7 de agosto | 16:00 |
| Sportivo Luqueño     | 0 - 1 | Cerro Porteño | Feliciano Cáceres   | 7 de agosto | 18:30 |
| General Díaz         | 1 - 3 | Olimpia       | Adrián Jara         | 8 de agosto | 16:00 |
| Libertad             | 1 - 1 | 12 de Octubre | Dr. Nicolás Leoz    | 8 de agosto | 18:30 |
| Sol de América       | 0 - 0 | River Plate   | Luis Alfonso Giagni | 9 de agosto | 16:00 |
| Sportivo San Lorenzo | 1 - 1 | Guaraní       | Gunther Vogel       | 9 de agosto | 18:30 |

| Nacional         | 3 - 0 | General Díaz         | Arsenio Erico       | 11 de agosto | 18:00 |
| River Plate      | 2 - 1 | Guaireña FC          | River Plate         | 12 de agosto | 16:00 |
| 12 de Octubre    | 1 - 0 | Sportivo San Lorenzo | Luis Salinas        | 13 de agosto | 09:30 |
| Cerro Porteño    | 1 - 0 | Guaraní              | General Pablo Rojas | 13 de agosto | 16:00 |
| Olimpia          | 2 - 1 | Libertad             | Manuel Ferreira     | 13 de agosto | 18:30 |
| Sportivo Luqueño | 2 - 2 | Sol de América       | Feliciano Cáceres   | 14 de agosto | 18:00 |

| General Díaz         | 2 - 1 | River Plate      | Adrián Jara         | 16 de agosto | 16:00 |
| Guaraní              | 2 - 2 | 12 de Octubre    | Rogelio Livieres    | 16 de agosto | 18:30 |
| Sportivo San Lorenzo | 2 - 2 | Olimpia          | Gunther Vogel       | 17 de agosto | 16:00 |
| Libertad             | 2 - 0 | Nacional         | Dr. Nicolás Leoz    | 17 de agosto | 18:30 |
| Guaireña FC          | 0 - 1 | Sportivo Luqueño | Parque del Guairá   | 18 de agosto | 16:00 |
| Sol de América       | 0 - 1 | Cerro Porteño    | Luis Alfonso Giagni | 18 de agosto | 18:30 |

| Rodada 15        | Rodada 15 | Rodada 15            | Rodada 15           | Rodada 15    | Rodada 15 |         |
| Mandante         | Resultado | Visitante            | Estádio             | Data         | Hora      | Árbitro |
| ---------------- | --------- | -------------------- | ------------------- | ------------ | --------- | ------- |
| Nacional         | 2 - 0     | Sportivo San Lorenzo | Arsenio Erico       | 21 de agosto | 15:00     |         |
| Olimpia          | 1 - 2     | Guaraní              | Manuel Ferreira     | 21 de agosto | 17:15     |         |
| Cerro Porteño    | 1 - 0     | 12 de Octubre        | General Pablo Rojas | 22 de agosto | 16:30     |         |
| River Plate      | 1 - 2     | Libertad             | River Plate         | 22 de agosto | 19:00     |         |
| Sportivo Luqueño | 4 - 1     | General Díaz         | Feliciano Cáceres   | 23 de agosto | 16:30     |         |
| Sol de América   | 2 - 1     | Guaireña FC          | Luis Alfonso Giagni | 23 de agosto | 19:00     |         |

| Fecha 16             | Fecha 16  | Fecha 16         | Fecha 16          | Fecha 16     | Fecha 16 |
| Local                | Resultado | Visitante        | Estadio           | Día          | Hora     |
| -------------------- | --------- | ---------------- | ----------------- | ------------ | -------- |
| Guaraní              | 1 - 0     | Nacional         | Rogelio Livieres  | 25 de agosto | 16:30    |
| Sportivo San Lorenzo | 0 - 0     | River Plate      | Gunther Vogel     | 25 de agosto | 19:00    |
| Guaireña FC          | 1 - 2     | Cerro Porteño    | Parque del Guairá | 26 de agosto | 17:00    |
| 12 de Octubre        | 0 - 3     | Olimpia          | Luis Salinas      | 26 de agosto | 19:30    |
| General Díaz         | 1 - 1     | Sol de América   | Adrián Jara       | 27 de agosto | 16:30    |
| Libertad             | 0 - 0     | Sportivo Luqueño | Dr. Nicolás Leoz  | 27 de agosto | 19:00    |

| Fecha 17         | Fecha 17  | Fecha 17             | Fecha 17            | Fecha 17        | Fecha 17 |
| Local            | Resultado | Visitante            | Estadio             | Día             | Hora     |
| ---------------- | --------- | -------------------- | ------------------- | --------------- | -------- |
| River Plate      | 1 - 0     | Guaraní              | River Plate         | 29 de agosto    | 16:30    |
| Nacional         | 0 - 0     | 12 de Octubre        | Arsenio Erico       | 29 de agosto    | 19:00    |
| Cerro Porteño    | 2 - 0     | Olimpia              | General Pablo Rojas | 30 de agosto    | 17:30    |
| Sportivo Luqueño | 0 - 0     | Sportivo San Lorenzo | Feliciano Cáceres   | 31 de agosto    | 16:30    |
| Sol de América   | 1 - 3     | Libertad             | Luis Alfonso Giagni | 31 de agosto    | 19:00    |
| Guaireña FC      | 2 - 1     | General Díaz         | Parque del Guairá   | 1 de septiembre | 17:00    |

| Fecha 18             | Fecha 18  | Fecha 18         | Fecha 18             | Fecha 18        | Fecha 18 |
| Local                | Resultado | Visitante        | Estadio              | Día             | Hora     |
| -------------------- | --------- | ---------------- | -------------------- | --------------- | -------- |
| 12 de Octubre        | 0 - 1     | River Plate      | Luis Salinas         | 4 de septiembre | 17:00    |
| Guaraní              | 3 - 0     | Sportivo Luqueño | Defensores del Chaco | 4 de septiembre | 19:30    |
| Libertad             | 5 - 2     | Guaireña FC      | Dr. Nicolás Leoz     | 5 de septiembre | 17:30    |
| Olimpia              | 4 - 0     | Nacional         | Manuel Ferreira      | 5 de septiembre | 20:00    |
| Sportivo San Lorenzo | 1 - 1     | Sol de América   | Gunther Vogel        | 6 de septiembre | 17:00    |
| General Díaz         | 1 - 3     | Cerro Porteño    | Adrián Jara          | 6 de septiembre | 19:30    |

| Fecha 19         | Fecha 19  | Fecha 19             | Fecha 19            | Fecha 19         | Fecha 19 |
| Local            | Resultado | Visitante            | Estadio             | Día              | Hora     |
| ---------------- | --------- | -------------------- | ------------------- | ---------------- | -------- |
| Sportivo Luqueño | 2 - 1     | 12 de Octubre        | Feliciano Cáceres   | 11 de septiembre | 17:00    |
| River Plate      | 0 - 4     | Olimpia              | River Plate         | 11 de septiembre | 19:30    |
| Sol de América   | 1 - 2     | Guaraní              | Luis Alfonso Giagni | 12 de septiembre | 17:30    |
| General Díaz     | 0 - 2     | Libertad             | Adrián Jara         | 12 de septiembre | 20:00    |
| Guaireña FC      | 4 - 0     | Sportivo San Lorenzo | Parque del Guairá   | 13 de septiembre | 17:00    |
| Cerro Porteño    | 1 - 0     | Nacional             | General Pablo Rojas | 15 de septiembre | 18:30    |

| Fecha 20             | Fecha 20  | Fecha 20         | Fecha 20         | Fecha 20         | Fecha 20 |
| Local                | Resultado | Visitante        | Estadio          | Día              | Hora     |
| -------------------- | --------- | ---------------- | ---------------- | ---------------- | -------- |
| 12 de Octubre        | 3 - 1     | Sol de América   | Luis Salinas     | 18 de septiembre | 19:00    |
| Sportivo San Lorenzo | 2 - 1     | General Díaz     | Gunther Vogel    | 19 de septiembre | 17:00    |
| Olimpia              | 7 - 0     | Sportivo Luqueño | Manuel Ferreira  | 19 de septiembre | 19:30    |
| Guaraní              | 0 - 0     | Guaireña FC      | Rogelio Livieres | 20 de septiembre | 17:00    |
| Libertad             | 0 - 0     | Cerro Porteño    | Dr. Nicolás Leoz | 20 de septiembre | 19:30    |
| Nacional             | 1 - 2     | River Plate      | Arsenio Erico    | 21 de septiembre | 19:00    |

| Fecha 21                               | Fecha 21  | Fecha 21             | Fecha 21            | Fecha 21         | Fecha 21 |
| Local                                  | Resultado | Visitante            | Estadio             | Día              | Hora     |
| -------------------------------------- | --------- | -------------------- | ------------------- | ---------------- | -------- |
| Guaireña FC                            | 3 - 3     | 12 de Octubre        | Parque del Guairá   | 25 de septiembre | 18:00    |
| Sol de América                         | 2 - 4     | Olimpia              | Luis Alfonso Giagni | 26 de septiembre | 19:30    |
| Libertad                               | 3 - 0     | Sportivo San Lorenzo | Dr. Nicolás Leoz    | 26 de septiembre | 19:30    |
| Cerro Porteño Predefinição:Abreviación | 3 - 1     | River Plate          | General Pablo Rojas | 26 de septiembre | 19:30    |
| Sportivo Luqueño                       | 1 - 0     | Nacional             | Feliciano Cáceres   | 27 de septiembre | 17:00    |
| General Díaz                           | 0 - 1     | Guaraní              | Adrián Jara         | 27 de septiembre | 19:30    |

| Rodada 22            | Rodada 22 | Rodada 22        | Rodada 22        | Rodada 22    | Rodada 22 |         |
| Mandante             | Resultado | Visitante        | Estádio          | Data         | Hora      | Árbitro |
| -------------------- | --------- | ---------------- | ---------------- | ------------ | --------- | ------- |
| Nacional             | 2 - 2     | Sol de América   | Arsenio Erico    | 2 de octubre | 17:00     |         |
| Sportivo San Lorenzo | 1 - 1     | Cerro Porteño    | Gunther Vogel    | 2 de octubre | 19:30     |         |
| River Plate          | 0 - 0     | Sportivo Luqueño | River Plate      | 3 de octubre | 17:00     |         |
| 12 de Octubre        | 3 - 3     | General Díaz     | Luis Salinas     | 3 de octubre | 19:30     |         |
| Olimpia              | 1 - 1     | Guaireña FC      | Manuel Ferreira  | 4 de octubre | 17:30     |         |
| Guaraní              | 1 - 1     | Libertad         | Rogelio Livieres | 4 de octubre | 19:45     |         |

## Estatísticas

### Artilheiros
| Sebastián Ferreira | Libertad         | 7 | 6 |  |  |  |  |  |  |  |
| Roque Santa Cruz   | Olimpia          | 7 | 7 |  |  |  |  |  |  |  |
| Pablo Zeballos     | 12 de Octubre FC | 5 | 7 |  |  |  |  |  |  |  |
| Raúl Bobadilla     | Guaraní          | 4 | 5 |  |  |  |  |  |  |  |
| Dionicio Pérez     | River Plate      | 4 | 5 |  |  |  |  |  |  |  |
| Fernando Fernández | Guaraní          | 4 | 6 |  |  |  |  |  |  |  |
| José Verdún        | Guaireña         | 4 | 8 |  |  |  |  |  |  |  |
| Fabián Franco      | General Díaz     | 3 | 6 |  |  |  |  |  |  |  |
| Óscar Cardozo      | Libertad         | 3 | 7 |  |  |  |  |  |  |  |
| Edgar Zaracho      | Nacional         | 3 | 7 |  |  |  |  |  |  |  |
| Wilson Ayala       | Guaireña         | 3 | 8 |  |  |  |  |  |  |  |
| Guilermo Beltrán   | Nacional         | 3 | 8 |  |  |  |  |  |  |  |
| Nildo Viera        | Sol de América   | 3 | 8 |  |  |  |  |  |  |  |
|                    |                  |   |   |  |  |  |  |  |  |  |

Fonte: Soccerway

### Alguns recordes
Primeiro gol
- Epifanio García (25') (Rodada 1: River Plate 3 x 0 Sol de América)

Último gol
- A definir

Gol mais rápido
- José Florentín (3') (Rodada 2: Guaraní 1 x 0 Cerro Porteño)

Gol mais tardio
- Emiliano Agüero (95'13") (Rodada 5: River Plate 4 x 2 San Lorenzo)

Maior número de gols em uma partida
- 6 gols:
  - Olimpia 4 x 2 San Lorenzo (Rodada 3)
  - River Plate 4 x 2 San Lorenzo (Rodada 5)
  - Libertad 5 x 1 General Díaz (Rodada 8)

Maior vitória de mandante
- Olimpia 7 x 0 Sportivo Luqueño (Rodada 20)
- Libertad 5 x 1 General Díaz (Rodada 8)

Maior vitória de visitante
- 12 de Octubre 0 x 3 Libertad (Rodada 1)
- Guaraní 0 x 3 Olimpia (Rodada 4)
- 12 de Octubre 1 x 4 Cerro Porteño (Rodada 4)
- Sportivo Luqueño 0 x 3 Guaraní (Rodada 7)